# Segunda circunvalación de Granada
La Segunda Circunvalación de Granada o Variante Exterior de Granada es un tramo de la autovía A-44 situada al oeste de la ciudad de Granada y de la GR-30. Su objetivo es evitar que el tráfico entre Madrid/Jaén y la Costa Granadina pase por la ciudad. Fue puesta en funcionamiento íntegramente el 16 de diciembre de 2020.

## Recorrido
La Segunda Circunvalación de Granada parte de Albolote en un punto intermedio entre el embalse de Cubillas y El Chaparral (37°16′19.3″ N 3°39′30.1″ O), y cruza en su recorrido hacia el sur la línea de ferrocarril Granada-Moreda, a continuación la autovía A-92, con la que tiene un enlace. A continuación cruza la GR-3417 en un punto entre Atarfe y el pueblo de Albolote, junto a la gasolinera, con la que tiene otro enlace. Continúa cruzando sobre a carretera N-432 con la que también enlaza. Además, en el mismo puente cruza la línea de AVE entre Granada y Antequera. Posteriormente, cruza la futura autovía GR-43, con la que enlazará. Después de esto pasa sobre el río Genil y la autovía A-92G (Santa Fe-Granada), con la que enlaza. También cruza la carretera provincial GR-3313 entre Santa Fe y Belicena. Antes de encontrarse de nuevo con la GR-30 en el término municipal de la Villa de Otura (punto 37°3′53.8″ N 3°39′11.2″ O), cruza la carretera autonómica A-338 junto a Las Gabias, con la que tiene un enlace. Finalmente, en el término municipal de Alhendín, enlaza por el "Camino de La Malahá" (punto 37°6′8.4″ N 3°40′15.7″ O).
El tramo que discurre junto al embalse de Cubillas y su enlace con la N-432 fue abierto el 30 de marzo de 2015. Se trata de un tramo de 5,8 km que cuenta con enlaces con la A-92, con la GR-3417 entre Atarfe y Albolote así como con la N-432 en la Viñuela (Atarfe).
Aunque inicialmente su completa finalización estaba prevista para 2013, la ronda granadina entró finalmente en servicio el 16 de diciembre de 2020, con la inauguración por parte del ministro José Luis Ábalos.

## Tramos
| Denominación | Tramo                                          | Kilómetros | Año servicio |
| ------------ | ---------------------------------------------- | ---------- | ------------ |
| A-44         | Calicasas - Albolote                           | 5,8        | 2015         |
| A-44         | Albolote - Santa Fe Subtramo: Albolote - N-432 | 2,2        | 2015         |
| A-44         | Albolote - Santa Fe Subtramo: N-432 - Santa Fe | 3          | 2020         |
| A-44         | Santa Fe - Las Gabias                          | 9          | 2020         |
| A-44         | Las Gabias - Alhendín - Villa de Otura         | 9,5        | 2020         |